# Jordi Casamitjana

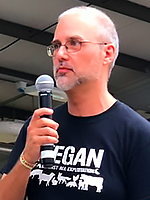
Jordi Casamitjana durant una xerrada que va donar al Vegan Camp Out al 2019

Jordi Casamitjana (nascut el 1964) és un vegà, zoòleg, defensor de la protecció dels animals i activista pels drets dels animals.

## Biografia
Casamitjana va néixer a Catalunya l'any 1964 però és un ciutadà britànic que viu al Regne Unit des de 1993. S'identifica com un vegà ètic. L'abril de 2018, va ser acomiadat de la League Against Cruel Sports ("Lliga contra els esports cruels", LACS) després que va revelar als seus companys que aquesta invertia en empreses relacionades amb la investigació animal. Casamitjana va afirmar que la decisió de LACS d'acomiadar-lo es basava en la seva creença ètica vegana. LACS va afirmar que va ser a causa d'una mala conducta greu. Jordi Casamitjana va emprendre accions legals contra LACS, que va acabar en un acord extrajudicial a favor seu. L'històric cas va confirmar que el veganisme ètic està protegit per la Equality Act 2010 ("Llei d'igualtat de 2010") al Regne Unit com a creença filosòfica. Aquesta va ser la primera vegada que la creença específica del veganisme ètic ha sigut reconeguda i protegida legalment a qualsevol jurisdicció del món. També és autor del llibre Ethical Vegan: a Personal and Political Journey to Change the World.

## Activisme
Va estar fortament implicat en els primers enjudiciaments exitosos sota la Llei de la Cacera de Anglaterra i el País de Gales (Hunting Act 2004) i en l'abolició de les curses de braus a Catalunya.
Casamitjana va ser un dels testimonis experts davant diversos parlaments durant els debats que van portar a l'aprovació amb èxit de la legislació de protecció animal. Per exemple, el 3 de març de 2010 va parlar com a etòleg davant la Comissió de Medi Ambient del Parlament de Catalunya per la prohibició de les corrides de toros a Catalunya. El 22 d'octubre de 2014 va intervenir davant la Comissió d'Agricultura, Ramaderia, Pesca, Alimentació i Medi Ambient del Parlament de Catalunya per la prohibició dels animals salvatges als circs. El 13 de novembre de 2016, va parlar davant la Comissió de Canvi Climàtic, Medi Ambient i Afers Rurals de l'Assemblea de Gal·les per a la prohibició de les trampes. El 21 de maig de 2019, va parlar davant la Comissió de Projeccions Públiques del Parlament del Regne Unit per la prohibició dels animals salvatges als circs.
Casamitjana també va ajudar a tancar diverses col·leccions zoològiques al Regne Unit com a part de la seva campanya contra els zoològics. Per exemple, el zoològic de Glasgow i diversos petits zoològics al comtat escocès de Fife.
Casamitjana ha treballat com a consultor independent de protecció dels animals, investigador encobert i escriptor, i com a empleat dels departaments de campanya de diverses organitzacions de protecció animal, inclòs el Monkey Sanctuary (Wild Futures), la Born Free Foundation, la League Against Cruel Sports, CAS International, el International Fund for Animal Welfare (IFAW) i People for the Ethical Treatment of Animals (PETA) Regne Unit.

## Obres seleccionades

### Llibres
- The Demon's Trial (2006)[30]
- Ethical Vegan: A Personal and Political Journey to Change the World (2020)[31]

### Articles acadèmics
- Eco-ethological Aspects of Polistes (Hymenoptera:Vespidae) in Catalonia (I): Study of the Nest Location of a Semi-urban Population of Polistes dominulus Christ, 1791. Ses.Entom.ICHN-SCL, VI (1989): 87-96'[32]
- Ecoethological Aspects of Polistes (Hymenoptera:Vespidae) in Catalonia (II): Study of a Population of Polistes omissus Weyrauch 1939, in a Strelitzia reginae plantation. Ses.Entom. ICHN-SCL, VII (1991): 59-65[33]
- The vocal repertoire of the Woolly Monkey Lagothrix lagothricha. Bioacoustics, 13 (2002): 1-19[34]